# Gonzalo Farrugia

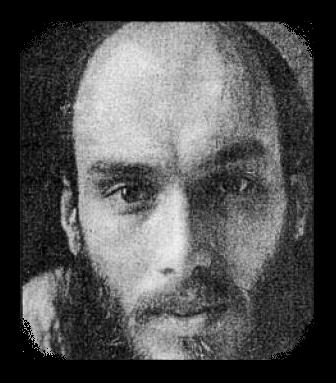

Luis Gonzalo Farrugia (* in Treinta y Tres; † 9. Januar 2009 in Montevideo) war ein uruguayischer Schlagzeuger. Er war Mitglied der Gruppen Psiglo, Níquel, Porsuigieco und Crucis.

## Laufbahn
Gemeinsam mit César Rechac, Luis Cesio, Jorge García Banegas und Ruben Melogno gründete er um 1971 die Gruppe Psiglo, die zu einer der bedeutendsten in der südamerikanischen Rockmusik wurde. Europäische Medien ordneten diese sogar unter den 20 wichtigsten Gruppen des Genres „Progressive Hard Rock“ ein, neben Bands wie Uriah Heep oder Deep Purple. Nach dem Staatsstreich in Uruguay zog es ihn nach Buenos Aires. Hier schloss er sich dann sowohl dem Projekt Porsuigieco als auch der Band Crucis an. Gegen Ende des Jahres 1978 ging er in die mexikanische Stadt Tijuana. Hier gründete er 1980 gemeinsam mit Francisco Javier García die städtische Band (Banda Municipal de Tijuana).
Ferner stand er im Laufe seiner musikalischen Karriere etwa mit den Künstlern Eduardo Mateo und Jorge Nasser oder auch den Argentiniern León Gieco, Charly García, David Lebón, Pappo Napolitano und Alejandro Lerner auf der Bühne.
Am 9. Januar 2009 setzte Farrugia seinem Leben selbst ein Ende.
Ihm zu Ehren komponierte der Musiker Jorge Barral (Opus Alfa, Días de Blues) den Song „Es pa' tí“ in Zusammenarbeit mit Farrugias Bandkollegen Rubén Melogno und César Rechac.

## Diskographie

### Mit Psiglo

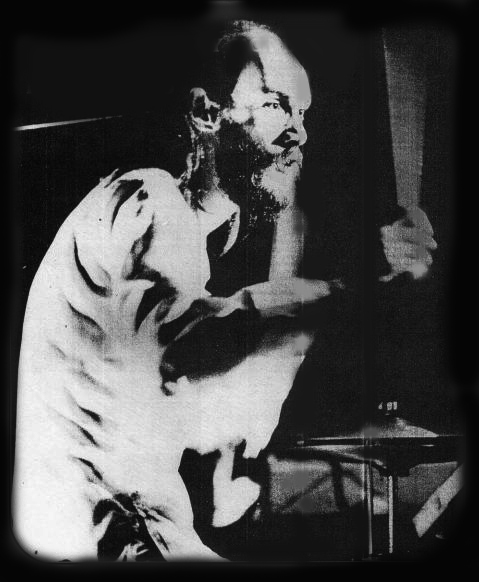
Gonzalo Farrugia in Buenos Aires, 1977.

- En un lugar un niño / Gente sin camino (Juli 1972)
- No pregunten por qué / Vuela a mi galaxia (Dezember 1972)
- Ideación (1973)
- Cambiarás al hombre / Construir, destruir (1974)
- Psiglo II (1981)
- Psiglo I y II (Sondor, 1993)

### Mit Crucis
- Crucis (1975)
- Los Delirios del Mariscal (1976)

### Mit PorSuiGieco
- Porsuigieco (1976)

### Als Solist
- Stellium (Sondor 8.136-2, 1999)